# Nuit noire (film, 2004, Canijo)
Pour les articles homonymes, voir Nuit noire.
Ne doit pas être confondu avec Nuit noire (film, 2004, Colas).
Pour plus de détails, voir Fiche technique et Distribution.
Nuit noire (portugais : Noite Escura) est un film portugais écrit et réalisé par João Canijo et sorti en 2004. 
Le scénario du film est inspiré de la tragédie d'Euripide Iphigénie à Aulis.
Le film est présenté en avant-première le 20 mai 2004, au Festival de Cannes, dans la section Un certain regard. En outre, il a été nommé pour l'Oscar du meilleur film en langue étrangère cette même année et a remporté le Golden Globe (Globos de Ouro) du meilleur film au Portugal.

## Synopsis
Une nuit d'hiver, dans un bar à hôtesses provincial portugais géré par un couple et leurs deux filles, Carla et Sónia, le père, Nelson Pinto, désespéré par un échec dans ses affaires, décide de sacrifier la plus jeune, ce qui entraine la désagrégation de la famille, la mère ne découvrant le véritable sort de sa fille que lorsqu'il est trop tard.

## Fiche technique
- Titre : Nuit noire
- Titre original : Noite Escura
- Titre anglais : In the Darkness of the Night
- Réalisation : João Canijo
- Scénario : João Canijo, Pierre Hodgson, Mayanna von Ledebur
- Photographie : Mário Castanheira
- Montage : João Braz
- Musique : Alexandre Soares
- Pays d'origine :  Portugal
- Langue originale : portugais
- Format : couleur
- Genre : drame
- Durée : 94 minutes
- Dates de sortie :  
  - France : 20 mai 2004 (Festival de Cannes) ; 17 novembre 2004 (sortie nationale)
  - Portugal : 21 octobre 2004

## Distribution
- Fernando Luís : Nelson Pinto
- Rita Blanco : Celeste Pinto
- Beatriz Batarda : Carla Pinto
- Cleia Almeida : Sónia Pinto
- Natalya Simakova : Irka (comme Nataliya Zymakova)
- José Raposo : Nicolau, l'associé de Nelson
- Dmitry Bogomolov : Fyodor
- João Reis : le petit ami de Sónia
- Anna Belozorovich : l'ami d'Irka
- Antonio Ferreira : Pressure Cooker
- Ramón Martinez : Sebastião